# 隆特里鎮區 (堪薩斯州波特瓦特米縣)
隆特里鎮區（英語：Lone Tree Township）是位於美國堪薩斯州波特瓦特米縣的一個行政鎮區。

## 地方資料
隆特里鎮區的面積為93.34平方千米，當中陸地面積為93.15平方千米，而水域面積為0.19平方千米。根據2010年美國人口普查的數據，當地共有人口216人，而人口密度為每平方千米2.31人。

## 外部連結
- US-Counties.com
- City-Data.com （页面存档备份，存于）